# Bubaque
Bubaque ist eine Insel des Bissagos-Archipels, der zu Guinea-Bissau gehört. Bubaque ist das touristische und wirtschaftliche Zentrum der Bissagos-Inseln. Von den 6422 Einwohnern (Stand 2009) leben rund zwei Drittel in der gleichnamigen Hauptstadt im Norden der Insel.
Die Insel gehört zum gleichnamigen Verwaltungssektor Bubaque.
Bubaque kann man mit der Fähre von Bissau und dem Flugzeug erreichen. Weiterhin gibt es Verbindungen zu zahlreichen weiteren Inseln des Archipels.

## Geschichte
Anfang des 20. Jahrhunderts wurde von deutschen Händlern eine Palmölfabrik und eine 18 km lange Asphaltstraße auf Bubaque errichtet. Sie ist bis heute die einzige asphaltierte Straße auf den Bissagos-Inseln. Ein Boot der Palmölfabrik lieferte sich ein Wettrennen mit König Nákbè, wovon sich eine Photoreihe von Hugo Bernatzik erhalten hat. Die Ruine der Palmölfabrik dient heute als Markthalle.

## Söhne und Töchter der Insel
- Stefanie Gercke (1941–2021), deutsch-südafrikanische Schriftstellerin
- Juvêncio Gomes (* 1944), Unabhängigkeitskämpfer der PAIGC, später Bürgermeister der Hauptstadt Bissau